# Nová Hospoda (Bor)
Nová Hospoda je malá vesnice, část města Bor v okrese Tachov v Plzeňském kraji. Nachází se asi 4,5 kilometru severně od Boru. Prochází zde silnice II/199. Nová Hospoda leží v katastrálním území Ostrov u Tachova o výměře 5,3 km².

## Historie

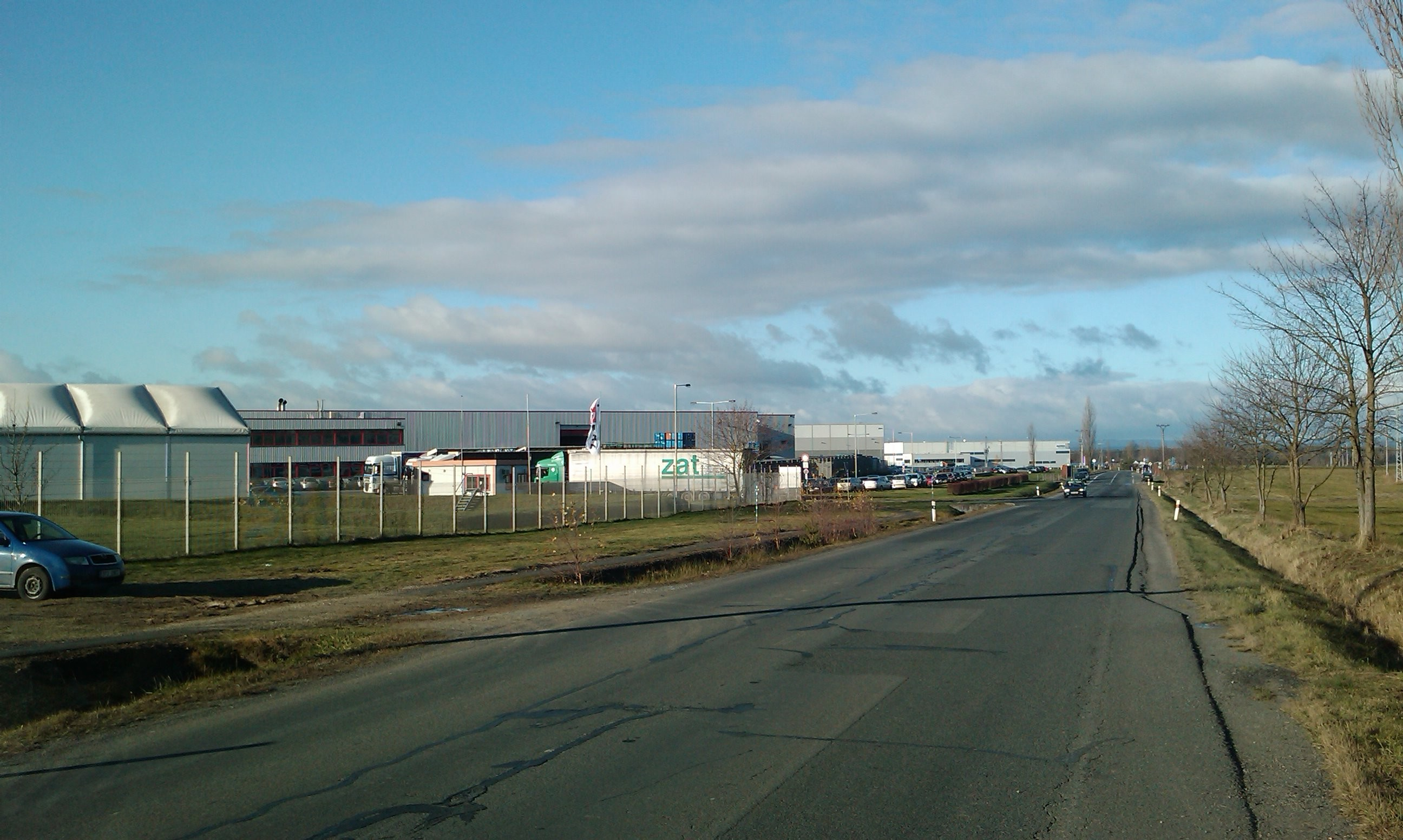
Průmyslový komplex.

První písemná zmínka o vesnici pochází z roku 1631. Dříve děleno jako Nová Hospoda I a Nová Hospoda II.
Stará silnice z Nové Hospody do Čečkovic byla přerušena během stavby dálnice D5 a byla postavena silnice zcela nová. Středem obce nyní prochází jen silnice číslo 199.
Od Nové Hospody až po Ostrov se táhne rozsáhlý průmyslový komplex vybudovaný v posledních několika letech. Ten je mnohonásobně větší, než zastavěná část vesnice. Nachází se zde autobusová zastávka.
Mezi vesnicí a průmyslovým komplexem se nachází Pískový rybník.

## Obyvatelstvo
| Rok            | 1869 | 1880 | 1890 | 1900 | 1910 | 1921 | 1930 | 1950 | 1961 | 1970 | 1980 | 1991 | 2001 | 2011 | 2021 |
| -------------- | ---- | ---- | ---- | ---- | ---- | ---- | ---- | ---- | ---- | ---- | ---- | ---- | ---- | ---- | ---- |
| Počet obyvatel | 57   | 67   | 61   | 63   | 65   | 68   | 63   | 50   | 40   | 31   | 22   | 14   | 11   | 14   | 204  |
| Počet domů     | 10   | 14   | 13   | 13   | 13   | 13   | 15   | 11   | 11   | 8    | 7    | 7    | 8    | 7    | 9    |

## Obecní správa
Při sčítání lidu v letech 1961–1979 Nová Hospoda byla osadou obce Ostrov v okrese Tachov. Od 1. ledna 1980 je částí města Bor v okrese Tachov.